# Abdihakem Abdirahman
Abdihakem "Abdi" Abdirahman, född den 1 januari 1977 i Somalia, är en amerikansk friidrottare som tävlar i långdistanslöpning. 

## Karriär
Abdirahman blev amerikansk medborgare 2000 och deltog samma år vid Olympiska sommarspelen 2000 i Sydney. Där slutade han på tionde plats på 10 000 meter. Vid VM 2001 i Edmonton hamnade han på plats nitton och vid Olympiska sommarspelen 2004 blev det en femtonde plats.
Han deltog även vid VM 2005 och 2007 där han placerade sig på trettonde respektive sjunde plats. Hans tredje olympiska start kom vid Olympiska sommarspelen 2008 då han hamnade på plats femton på tiden 27:52,53.
I februari 2020 vid de amerikanska OS-uttagningarna i maraton slutade Abdirahman på tredje plats med en tid på 2:10.03 och kvalificerade sig för sitt femte OS. I augusti 2021 vid OS i Tokyo slutade han på 41:a plats i maratonloppet. Vid en ålder på 44 år blev han den äldsta löparen från USA i ett OS.

## Personliga rekord
Utomhus
- 3 000 meter – 7.47,63 (Palo Alto, 9 juni 2001)[5]
- 2 engelska mil – 8.29,26 (Carson, 21 maj 2006)[5]
- 5 000 meter – 13.13,32 (London, 22 juli 2005)[5]
- 10 000 meter – 27.16,99 (Eugene, 8 juni 2008)[5]
- 10 km landsväg – 28.26 (Mobile, 3 november 2001)[5]
- 15 km landsväg – 43.21 (Jacksonville, 13 mars 2004)[5]
- 10 engelska mil – 46.35 (Saint Paul, 4 oktober 2009)[5]
- 20 km landsväg – 58.42 (New Haven, 5 september 2005)[5]
- Halvmaraton – 1:01.07 (Philadelphia, 17 september 2006)[5]
- 25 km landsväg – 1:15.27 (Grand Rapids, 9 maj 2015)[5]
- Maraton – 2:08.56 (Chicago, 22 oktober 2006)[5]